# كارول بوتير
كارول بوتير (بالإنجليزية: Carol Potter)‏ هي كاتِبة وشاعرة أمريكية، ولدت في 1950.